# يوهان غيورغ واجلير
يوهان جورج واجلير (28 مارس 1800 - 23 أغسطس 1832) كان عالم زواحف و برمائيات ألماني.
كان واجلير مساعدا ليوهان فون سبيكس المعمداني، ثم أصبح مديرا لمتحف علم الحيوان في جامعة لودفيغ ماكسيميليان في ميونيخ بعد موت سبيكس في عام 1826، وعمل على جلب مجموعات واسعة من الحيوانات بعد عودته من البرازيل، وكتب كتاب Monographia Psittacorum (1832)، والذي يتضمن أوصاف الببغاوات الزرقاء.
على 1832، توفي واجلير من أثر جرح نتيجة حادث طلق ناري ذاتي من ذاتيا في ميونيخ 